# Phare du Cap Serrat
Le phare du Cap Serrat est un phare situé sur le cap Serrat, à l'ouest de la ville de Bizerte (dépendant du gouvernorat de Bizerte en Tunisie).
Les phares de Tunisie sont sous l'autorité du Service des phares et balises de la République tunisienne (SPHB).

## Description
Le phare du cap Serrat est mis en service le 15 août 1890, en même temps que le phare de Mahdia. C'est une tour carrée de quatorze mètres de haut, avec galerie et lanterne, se dressant au-dessus d'une maison de gardiens d'un seul étage. Le phare est peint avec des bandes horizontales blanches et noires. Ce phare de premier ordre émet deux flashs blancs toutes les dix secondes, et deux flashs rouges pour le secteur au sud-ouest près du rivage.
Le phare est érigé au plus haut du promontoire qui est une zone quasi désertique entre Tabarka et Bizerte. Sa hauteur focale est de 198 mètres au-dessus du niveau de la mer et une portée de 24 milles nautiques (43 kilomètres) pour le feu blanc et 20 milles nautiques (36 kilomètres) pour le rouge.
Identifiant : ARLHS : TUN015 - Amirauté : E6458 - NGA : 22136.

### Lien connexe
- Liste des principaux phares de Tunisie
- Liste des phares et balises de Tunisie